# Zwinglihaus (Basel)

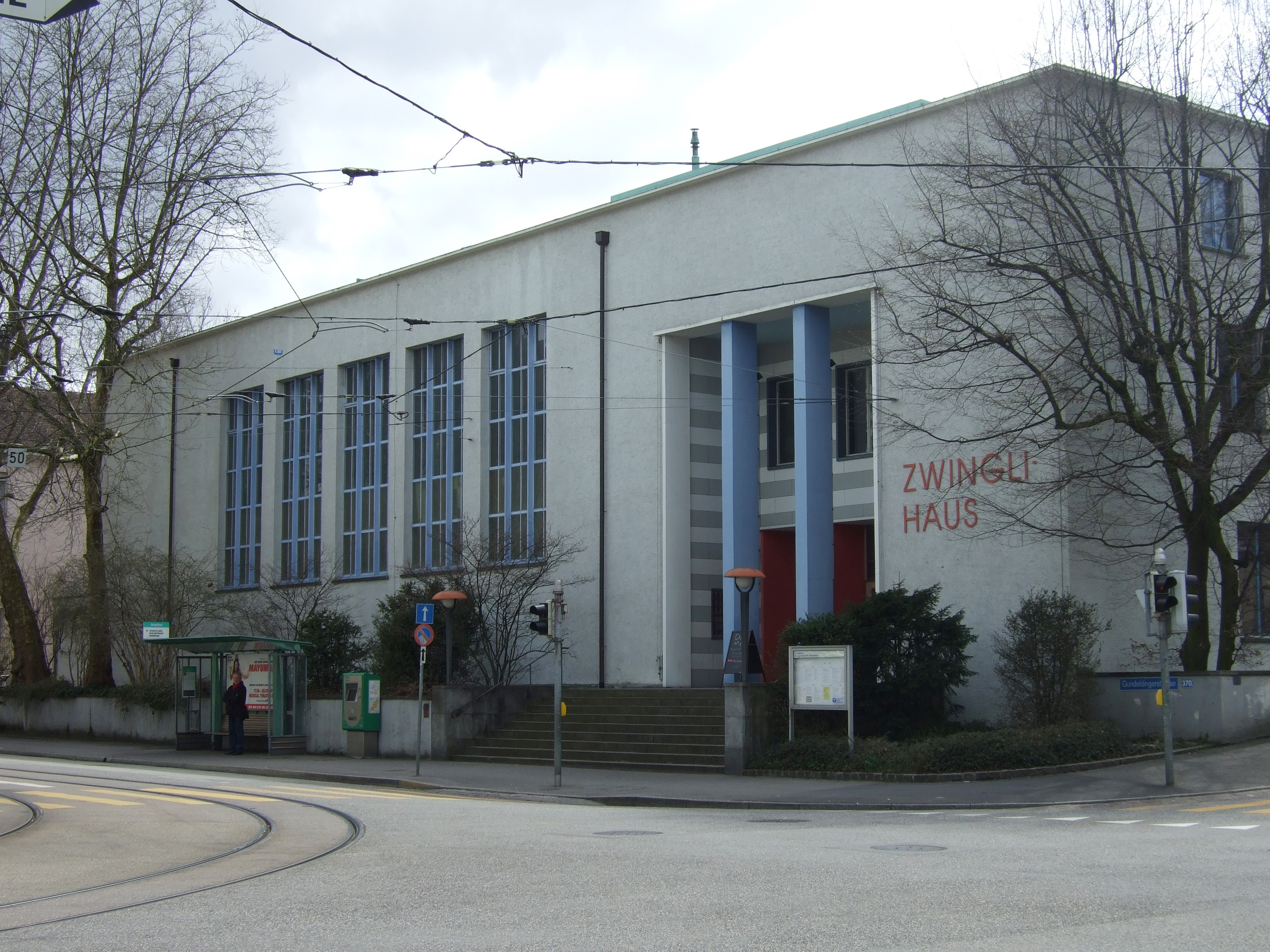
Zwinglihaus (Kirche) Basel

Das Zwinglihaus ist eine evangelisch-reformierte Kirche in der Stadt Basel. Das nach dem Reformator Ulrich Zwingli benannte Gotteshaus befindet sich im Stadtteil Gundeldingen an der Gundeldingerstrasse 370 und gehört zum Gemeindekreis Zwingli der Kirchgemeinde Gundeldingen-Bruderholz (bis November 2013 St. Elisabethen).
Das Gebäude wurde 1931/1932 vom Architekten Willi Kehlstadt im Bauhausstil errichtet und am 2. Oktober 1932 eingeweiht. Das ursprüngliche Bauprogramm sah den Bau einer Kirche und eines Gemeindehauses, des jetzigen Zwinglihauses, sowie eines Pfarrhauses vor. Aufgrund des Verzichts auf den Bau der Kirche wurde das ursprünglich als nicht-sakraler Raum konzipierte Haus liturgisch aufgewertet.
Im Jahre 1985 wurde ein fünfteiliger, grossformatiger Glasmalereizyklus mit biblischen Motiven eingebaut. Er wurde vom Basler Künstler Hanns Studer gestaltet. Das Gebäude wurde im Jahr 1994 renoviert und 1996 in das kantonale Denkmalverzeichnis aufgenommen.